# Augusta, Missouri
Augusta är en ort i Saint Charles County i Missouri. Vid 2020 års folkräkning hade Augusta 270 invånare.